# ISO 3166-2:EE
کد ISO 3166-2:EE بخشی از استاندارد ایزو ۳۱۶۶ برای کشور استونی است که توسط سازمان بین‌المللی استانداردسازی ISO تنظیم شده‌است این سازمان، کدهای استاندارد را برای تقسیمات کشوری (ایالت‌ها یا استان‌های) کشورهای فهرست شده در استاندارد ایزو ۳۱۶۶-۱ تعریف می‌کند.
هر کد شامل دو بخش می‌گردد که توسط علامت - جدا می‌گردند.
- بخش نخست EE که در ایزو ۳۱۶۶-۱ آلفا-۲ کد کشور استونی است.
- بخش دوم شامل یک یا دو یا سه حرف است که بیان‌کننده استان یا ایالت کشور استونی می‌باشد.

## کدها
| #  | کدها  | شهرستان           |
| -- | ----- | ----------------- |
| 1  | EE-37 | شهرستان هاریو     |
| 2  | EE-39 | هیوما             |
| 3  | EE-44 | شهرستان ایدا-ویرو |
| 4  | EE-49 | شهرستان یوگوا     |
| 5  | EE-51 | شهرستان یروا      |
| 6  | EE-57 | شهرستان لنه       |
| 7  | EE-59 | شهرستان لنه-ویرو  |
| 8  | EE-65 | شهرستان پولوا     |
| 9  | EE-67 | شهرستان پارنو     |
| 10 | EE-70 | شهرستان راپلا     |
| 11 | EE-74 | شهرستان ساره      |
| 12 | EE-78 | شهرستان تارتو     |
| 13 | EE-82 | شهرستان والگا     |
| 14 | EE-84 | شهرستان ویلیاندی  |
| 15 | EE-86 | شهرستان وورو      |